# Qingxichang
Qingxichang (kinesiska: 清溪场) är ett stadsdelsdistrikt i sydvästra Kina. Det ligger i häradet Xiushan i storstadsområdet Chongqing, omkring 260 kilometer sydost om det centrala stadsdistriktet Yuzhong. 
I dåvarande Qingxichang köping inkorporerades 2011 socknen Tang'ao. Den 31 oktober 2021 omvandlades köpingen till ett stadsdelsdistrikt.